# 司馬承 (譙王)
司馬承（264年—322年），一名丞，或氶，字敬才，一说字元敬，河内溫縣（今河南溫縣）人。晉朝宗室，司馬懿六弟司馬進孫，譙王司馬遜的次子。在東晉官至湘州刺史，在王敦之亂中因起兵討伐王敦而被圍困於湘州治所長沙（今湖南長沙市），最終長沙失陷，司馬承被捕，不久被殺。

## 生平

### 避亂南渡
司馬承初拜奉車都尉、奉朝請，後遷廣威將軍、安夷護軍，鎮安定。光熙元年（306年）因迎晉惠帝從長安（今陝西西安）回洛陽（今河南洛陽）而授游擊將軍。永嘉年間，漢國軍隊對西晉侵擾頻繁，司馬承於是偷偷南行，打算依靠鎮守襄陽（今湖北襄陽市）的征南將軍山簡。但於永嘉六年（312年），司馬承到達時山簡就逝世，司馬承於是繼續走到武昌（今湖北鄂州市）。後司馬承轉到建康（今江蘇南京），任時為琅琊王的晉元帝的軍諮祭酒。

### 繼嗣譙王
建武元年（317年），晉元帝因上一年長安被漢國軍隊攻陷，晉愍帝被俘而稱晉王。因繼承譙王爵位的司馬承侄兒司馬邃早前被石勒所殺，晉元帝於是承制封司馬承繼嗣譙王。太興元年（318年），晉元帝因晉愍帝被殺而正式即位為帝，司馬承改拜屯騎校尉，加輔國將軍，領左軍將軍。後加散騎常侍。

### 出鎮外藩
當時大將軍王敦掌兵在外，意欲專擅朝政，但晉元帝卻任用劉隗、刁協等人以削弱琅琊王氏的影響力，令王敦十分不滿，王敦上書晉元帝的表章顯得態度傲慢，更令晉元帝畏懼，於是夜召司馬承，將王敦表章給司馬承看，共謀對策，司馬承認為王敦即將起事發難。當時晉元帝打算樹立外藩以防備王敦，適逢太興三年（320年）梁州刺史周訪逝世，湘州刺史甘卓轉任梁州刺史而令湘州刺史出缺，王敦因而上表由宣城內史沈充接任湘州刺史，而晉元帝認為湘州位置重要，於是決意派司馬承出任湘州刺史。同年任命司馬承監湘州諸軍事、南中郎將、湘州刺史。
司馬承前往湘州時，路過王敦所駐鎮的武昌，並與王敦宴飲。王敦出言試探，司馬承知道王敦用意，於是以東漢班超「鉛刀一割」之語回應。王敦及後向親信錢鳳表示司馬承不知畏懼而學古人壯語，不會有大作為，於是不加阻撓，司馬承亦安全抵達湘州。當時湘州殘破，司馬承自己生活儉約，盡心安撫當地，有能幹的名聲。王敦見此，又怕司馬承日後會阻礙自己，於是假稱北伐而徵召湘州境內所有船隻。司馬承知道王敦用意，於是只給一半。

### 王敦之亂
永昌元年（322年），王敦以討劉隗和刁協之名於武昌起兵，王敦之亂爆發。王敦當時派遣參軍桓羆勸司馬承支持自己，並請司馬承為軍司，與他一同進兵建康。司馬承知道後決意支持皇室，於是與長史虞悝、虞望、建昌太守王循、衡陽太守劉翼等共同盟誓，囚禁桓羆，宣告全州並要進軍巴陵（今湖南岳陽）。當時零陵太守尹奉首先響應並出兵營陽（今湖南省道縣），於是湘州眾人都響應，唯王敦姊夫，湘東太守鄭澹不肯，盧悝於是討伐並將他殺害。
王敦知道司馬承起兵反對自己，於是派遣南蠻都尉魏乂、將軍李恆、田嵩等領二萬人進攻湘州。司馬承且戰且守，等待尹奉和虞望的救援。雖然長沙城池並不堅固且人心驚恐，但司馬仍堅拒到廣州投靠廣州刺史陶侃或退守零陵和桂陽。但不久，虞望就戰死。
與此同時，梁州刺史甘卓因司馬承所派主簿鄧騫和樂道融等人勸說而反對王敦。甘卓寫信給司馬承，勸他固守，並稱要進攻沔水以斷王敦歸路並解長沙之圍，但司馬承答書要甘卓盡力並從速進攻王敦。但當甘卓到豬口後就停滯不前，直至知道建康失守、周顗被王敦所殺的消息後更決意撤軍，司馬承再無援軍。而司馬承在魏乂的猛烈攻擊下死守不降，魏乂於是將王敦送來的朝廷文件射入城內，城內人民得知建康失陷後都十分惆悵惋惜。兩軍攻守一百多日後，衡陽太守劉翼戰死，士卒死傷枕藉，長沙最終都被攻破。司馬承於城陷後被捕，由魏乂押送到荊州，而王敦則派荊州刺史王廙在道上殺害司馬承，享年五十九歲。
王敦之亂被平定後，朝廷下詔贈車騎將軍，謚號為愍（闵）。

## 家庭

### 夫人
- 南阳赵氏[4]

### 子女
- 司馬無忌，东晋前将军、谯烈王

## 評價
- 《晉書》：「譙閔沈雄壯勇，作鎮南服。屬奸回肆亂，稱兵內侮。懷忠憤發，建義湘州，荊沔回應，群才致力。雖元勳不立，而誠節克彰，垂裕後昆，奕世貞烈，豈不休哉！」「譙閔徇義，力屈志揚。」

## 延伸阅读
[在维基数据编辑]
 《晉書·卷037》，出自房玄齡《晉書》